# Coma (건즈 앤 로지스의 노래)
〈Coma〉는 미국의 록 밴드 건즈 앤 로지스가 부른 노래이다. 1991년 음반 《Use Your Illusion I》에 이 노래가 나온다. 10분, 13초라는 짧은 시간 동안 합창이 부족했음에도 불구하고 밴드가 펼친 가장 긴 트랙이다.